# Geheimvertrag
Ein Geheimvertrag ist ein völkerrechtlicher Vertrag zwischen zwei Staaten, der geheim gehalten wird. Üblich sind solche Geheimverträge insbesondere als Bündnisverträge für den Kriegsfall. Oft bestehen sie auch in geheimen Zusatzabmachungen zu bestehenden Verträgen. Geheimverträge waren insbesondere in der Zeit des Imperialismus üblich. Da angenommen wurde, dass sie zum Ausbruch des Ersten Weltkriegs beitrugen, forderte Woodrow Wilson in seinem 14-Punkte-Programm ein Verbot der Geheimdiplomatie.
Die Vereinten Nationen sieht die Registrierung internationaler Verträge vor. Wenn sie nicht bei ihr registriert sind, werden sie von ihr und vom Internationalen Gerichtshof nicht anerkannt.
Bekannte Beispiele für Geheimverträge sind der deutsch-russische Rückversicherungsvertrag von 1887 und das geheime Zusatzprotokoll des Hitler-Stalin-Paktes von 1939, das die Aufteilung Polens vorsah. Weniger bekannt war das Viermächteabkommen über Geheimdienstkooperation zwischen den USA, Großbritannien, Kanada und Australien von 1956.